# Тенк, Мартин
Мартин Тенк (чеш. Martin Tenk, 8 февраля 1972, Острава, Чехословакия) — чешский стрелок, выступавший в дисциплинах пулевой стрельбы пистолет 50 метров и пневматический пистолет 10 м. Бронзовый призёр Олимпийских игр 2000, чемпион Европы 1999 года, серебряный призёр чемпионата мира 2002 года, двукратный бронзовый призёр чемпионатов Европы 2001 года.
Участник Олимпийских игр 1996, 2000, 2004, 2008 годов.

## Карьера
Мартин Тенк начал выступать в соревнованиях по пулевой стрельбе в 1985 году. Успешно выступал ещё по юниорам: чемпион Европы среди юниоров 1992 года в Софии, двукратный серебряный призёр юниорского чемпионата Европы 1991 года в Болонье. Его самым главным успехом стала бронзовая медаль Олимпиады 2000 года в Сиднее. На этапах кубка мира добивался больших успехов: 21 медаль (7 золотых, 7 серебряных и 7 бронзовых, в том числе золото финала кубка мира 2014 года в Бангкоке).
Лучший стрелок мира 2003 года (в том году Тенк победил на всех 3-х этапах кубка мира).
В 2011 году завершил свою спортивную карьеру.